# Caulimoviridae
Als Caulimoviridae bezeichnet man eine Familie von Pararetroviren, die vor allem Pflanzen schädigen. Die Vertreter der Caulimoviridae lassen sich in zwei Gattungen aufteilen: Die Gattung Caulimovirus weist eine ikosaedrische Symmetrie ihrer Proteinhülle (Kapsid) auf. Im Unterschied dazu sind die Vertreter der Gattung Badnavirus in ihrer Form bazillenähnlich (bazilliform), das heißt stäbchenförmig, aufgebaut. Vertreter dieser Familie sind für bei Kulturpflanzen wirtschaftlich bedeutsame Viruserkrankungen verantwortlich. So ist der Tungrovirus als einer der Badnaviren der Verursacher schwerer Epidemien bei Reis (Oryza sativa), die weltweit für hohe Ertragseinbußen verantwortlich sind. Weitere durch Vertreter der Caulimoviridae geschädigte Kulturpflanzen sind beispielsweise Zuckerrohr, Kakaobäume oder Bananen.

## Morphologie
Die Vertreter der Caulimoviridae lassen sich in zwei größere Gruppen aufteilen, die sich morphologisch unterscheiden: Die Vertreter der Gattung Caulimovirus weisen eine dreischichtige Proteinhülle (Kapsid) mit ikosaedrischer Symmetrie auf. Die so gestaltete Hülle umgibt einen Innenraum von etwa 25 nm Durchmesser.

Virion der Gattung Badnavirus (Schemazeichnung)

Die Vertreter der Badnavirus-Gruppe hingegen haben eine bazillenähnliche Struktur und sind stäbchenförmig geformt. Ihre Länge kann zwischen 60 und 900 nm variieren, beträgt aber im Schnitt 130 nm bei einem Durchmesser von 90 nm. Auch die Struktur der Badnaviren basiert auf einer ikosaedrischen Symmetrie.

## Genom
Auch bei der Genomorganisation setzen sich die Unterschiede zwischen den beiden genannten Hauptgruppen fort. Gemeinsam ist allen Vertretern eine doppelsträngige DNA (dsDNA) mit etwa 7000 bis 8000 Basenpaaren. Das Genom der Caulimoviren besteht aus einem Molekül einer doppelsträngigen dsDNA von 7,2 bis 8,2 kbp, die in den Viruspartikel offen zirkulär vorliegt. Das Genom des Blumenkohlmosaikvirus (englisch Cauliflower mosaic virus, CaMV) enthält dabei sieben so genannte Offene Leserahmen (ORF), Petunia vein clearing virus-like nur zwei ORF. Bei der Gattung Badnavirus und ihrer Typusspezies, dem Commelina yellow mottle virus (ComYMV), liegt das Genom ebenfalls als zirkuläre dsDNA mit 7,5 kbp und drei ORF vor. Nach dem erfolgreichen Eintritt in den Wirtsorganismus wird das virale dsDNA Genom in den Zellkern aufgenommen. Im Zellkern wird die Virus-DNA von der DNA-Polymerase II der Wirtszelle zu RNA transkribiert. Die so entstandene mRNA wandert ins Cytoplasma und dient dort einerseits der Translation der Virus-Proteine, andererseits wird mittels viraler reverser Transkriptase wieder dsDNA erstellte. Dies läuft bei den genannten Vertretern beider Gruppen nach dem gleichen Muster ab.

## Übertragung
Beim Blumenkohlmosaikvirus (CaMV) und wahrscheinlich anderen Caulimoviren spielen Blattläuse, speziell die Grüne Pfirsichblattlaus (Myzus persicae) und die Blumenkohllaus (Brevycorine brassicae) eine große Rolle als tierische Vektoren. Bei Badnaviren spielen auch Zwergzikaden oder Schildläuse eine Rolle als Überträgertiere. Die Übertragung erfolgt dabei semipersistent und nicht zirkulativ. Weitere Ausbreitungsmöglichkeiten sind durch die gängigen Methoden der generativen und vegetativen Vermehrung wie Samenaussaat oder Stecklingsvermehrung gegeben.

## Systematik
- Familie Caulimoviridae[3][4]
  - Genus Badnavirus[5]
    - Spezies Badnavirus maculacommelinae (ehem. Typusspezies) mit Commelina yellow mottle virus (ComYMV)
    - diverse Spezies mit den (inzwischen aufgespaltenen) Cacao-swollen-shoot-Viren (CSSVs)

  - Genus Caulimovirus[6]
    - Spezies Caulimovirus tessellobrassicae (ehem. Typusspezies) mit Blumenkohlmosaikvirus (en. Cauliflower mosaic virus, CaMV)

  - Genus Cavemovirus[7] (Cassava vein mosaic virus-like viruses)
    - Spezies Cavemovirus venamanihotis mit Maniok-Adernmosaikvirus (en. Cassava vein mosaic virus)

  - Genus Dioscovirus
    - Spezies Dioscovirus dioscoreae mit Dioscorea nummularia-associated virus (DNUaV)

  - Genus Petuvirus[8] (Petunia vein clearing virus-like viruses)
    - Spezies Petuvirus venapetuniae mit Petunia vein clearing virus (PVCV)

  - Genus Rosadnavirus
    - Spezies Rosadnavirus venarosae mit rose yellow vein virus (RYVV)

  - Genus Ruflodivirus
    - Spezies Ruflodivirus deformatiorudbeckiae mit Rudbeckia flower distortion virus (RuFDV)

  - Genus Solendovirus
    - Spezies Solendovirus venaipomeae mit sweet potato vein clearing virus (SPVCV)
    - Spezies Solendovirus venanicotianae mit tobacco vein clearing virus (TVCV)

  - Genus Soymovirus[9] (Soybean chlorotic mottle virus-like viruses)
    - Spezies Soymovirus maculaglycinis mit Soybean chlorotic mottle virus (SbCMV)

  - Genus Tungrovirus[10] (Rice tungro bacilliform virus-like viruses)
    - Spezies Tungrovirus oryzaemit Rice tungro bacilliform virus (RTBV)

  - Genus Vaccinivirus
    - Spezies Vaccinivirus cadovaccinii mit Blueberry fruit drop-associated virus (BFDaV)